# NGC 3436
NGC 3436 ist eine Spiralgalaxie vom Hubble-Typ Sab und Sternbild Löwe auf der Ekliptik. Sie ist schätzungsweise 289 Millionen Lichtjahre von der Milchstraße entfernt und hat einen Durchmesser von etwa 60.000 Lichtjahren.

Im selben Himmelsareal befinden sich unter anderem die Galaxien NGC 3388, NGC 3417, NGC 3427, NGC 3439.
Das Objekt wurde am 30. November 1877 von dem US-amerikanischen Astronomen David Peck Todd entdeckt.